# Trofeo Moschini 1937
Il Trofeo Moschini 1937, nona edizione della corsa, si svolse il 25 luglio 1937 su un percorso di 244 km con partenza a Goito e arrivo a Mantova. Fu vinto dall'italiano Renato Scorticati, che completò il percorso in 7h14'00" precedendo i connazionali Fausto Montesi e Adriano Vignoli. Conclusero la corsa 16 dei 48 ciclisti al via.
Riservato a professionisti e indipendenti, fu organizzato dalla società La Mantova Sportiva.

## Percorso
La corsa prese il via da Goito avviandosi verso Desenzano del Garda (km 34), Vobarno (km 62), Vestone (km 76), Storo (km 101) e, al termine di una dura salita, Tiarno di Sopra; da qui si scese verso Riva del Garda (km 134) costeggiando quindi la sponda bresciana del Lago di Garda via Gardone Riviera (km 164) per rientrare infine nella mantovana. Il traguardo era posto allo Stadio Settimo Leoni dopo 244 km di corsa.

## Ordine d'arrivo
| Pos. | Corridore          | Squadra      | Tempo    |
| ---- | ------------------ | ------------ | -------- |
| 1    | Renato Scorticati  | S.S. Parioli | 7h14'00" |
| 2    | Fausto Montesi     | Ganna        | s.t.     |
| 3    | Adriano Vignoli    | Maino        | s.t.     |
| 4    | Pietro Rimoldi     | Ganna        | a 17'00" |
| 5    | Osvaldo Bailo      | Legnano      | s.t.     |
| 6    | Ruggero Balli      | Bianchi      | s.t.     |
| 7    | Enrico Mara        | -            | s.t.     |
| 8    | Giovanni Cazzulani | Legnano      | s.t.     |
| 9    | Zaurino Guidi      | Dop. MATER   | s.t.     |
| 10   | Andrea Lodi        | -            | s.t.     |
| 11   | Giovanni Gotti     | Bergamasca   | s.t.     |
| 12   | Isidoro Piubellini | S.C. Comense | s.t.     |
| 13   | Primo Zuccotti     | -            | s.t.     |
| 14   | Amerigo Calcabrini | Dop. MATER   | s.t.     |
| 15   | Raffaello Pancrazi | -            | s.t.     |
| 16   | Matteo Zamperioli  | -            | s.t.     |